# Canach
Canach är en ort i Luxemburg.   Den ligger i distriktet Grevenmacher, i den sydöstra delen av landet, 14 kilometer öster om huvudstaden Luxemburg. Canach ligger 263 meter över havet och antalet invånare är 955.
Terrängen runt Canach är huvudsakligen platt, men österut är den kuperad.  Runt Canach är det ganska tätbefolkat, med 230 invånare per kvadratkilometer.. Närmaste större samhälle är Luxemburg, 14,1 kilometer väster om Canach. 
Omgivningarna runt Canach är en mosaik av jordbruksmark och naturlig växtlighet.